# جرج دانتزیگ
جرج دانتزیگ (انگلیسی: George Dantzig; زاده ۸ نوامبر ۱۹۱۴ – درگذشته ۱۳ مهٔ ۲۰۰۵) یک دانشمند آمریکایی در زمینه ریاضیات بود و مشارکت‌های مهمی در زمینه مهندسی صنایع و تحقیق در عملیات و علوم رایانه و علم اقتصاد و آمار انجام داده‌است. وی همچنین برندهٔ جوایزی همچون نشان ملی علوم و جایزه هاروی شده‌است.
او به خاطر مشارکت‌هایش در توسعه الگوریتم غیرمرکب شناخته می‌شود که در زمینه حل برنامه‌ریزی خطی مورد استفاده قرار می‌گیرد. او همچین به دلیل حل دو مسئله حل‌نشده در زمینه نظریه آمار، که با دیر رسیدن بر سر کلاس جرزی نیمن رخ‌داد معروف است.